# Reprezentacja Demokratycznej Republiki Konga w piłce nożnej mężczyzn
Reprezentacja Demokratycznej Republiki Konga – kadra Demokratycznej Republiki Konga w piłce nożnej mężczyzn.

## Historia
W latach 1971–1997 występowała pod nazwą reprezentacja Zairu. Od 1964 roku jest członkiem FIFA, a od 1973 należy do CAF-u.
Drużyna Simbas swój najlepszy okres przeżywała na przełomie lat 60. i 70., kiedy dwukrotnie – w 1968 i 1974 roku – triumfowała w Pucharze Narodów Afryki. Ponadto w 1974 roku zakwalifikowała się do mistrzostw świata. Na boiskach RFN piłkarze Zairu przegrali jednak wszystkie trzy mecze (0:2 ze Szkocją, 0:9 z Jugosławią i 0:3 z Brazylią), a udział w turnieju zakończyli bez strzelenia gola.
Od początku lat 90. drużyna regularnie występuje w rozgrywkach o mistrzostwo Afryki, ale najczęściej przegrywa albo już w fazie grupowej albo w ćwierćfinale. W 1998 roku po zwycięstwie nad Burkina Faso w rzutach karnych zajęła trzecie miejsce.
Większość piłkarzy drużyny narodowej występuje w klubach krajowych, bądź w Południowej Afryce, nieliczni grają w Europie, głównie we Francji.

## Udział wMistrzostwach Świata
- 1930 – 1958 – Nie brała udziału (była kolonią belgijską)
- 1962 – 1970 – Nie brała udziału
- 1974 – Faza grupowa (jako Zair)
- 1978 – Wycofała się z eliminacji (jako Zair)
- 1982 – Nie zakwalifikowała się (jako Zair)
- 1986 – Nie brała udziału (jako Zair)
- 1990 – 1994 – Nie zakwalifikowała się (jako Zair)
- 1998 – Nie zakwalifikowała się[1]
- 2002 – 2022 – Nie zakwalifikowała się

## Udział wPucharze Narodów Afryki
- 1957 – 1959 – Nie brała udziału (była kolonią belgijską)
- 1963 – 1963 – Nie brała udziału
- 1965 – Faza grupowa
- 1968 – Mistrzostwo
- 1970 – Faza grupowa
- 1972 – IV miejsce (jako Zair)
- 1974 – Mistrzostwo (jako Zair)
- 1976 – Faza grupowa (jako Zair)
- 1980 – 1982 – Nie zakwalifikowała się (jako Zair)
- 1984 – Wycofała się z eliminacji (jako Zair)
- 1986 – Nie zakwalifikowała się (jako Zair)
- 1988 – Faza grupowa (jako Zair)
- 1990 – Nie zakwalifikowała się (jako Zair)
- 1992 – Ćwierćfinał (jako Zair)
- 1994 – Ćwierćfinał (jako Zair)
- 1996 – Ćwierćfinał (jako Zair)
- 1998 – III miejsce
- 2000 – Faza grupowa
- 2002 – Ćwierćfinał
- 2004 – Faza grupowa
- 2006 – Ćwierćfinał
- 2008 – 2012 – Nie zakwalifikowała się
- 2013 – Faza grupowa
- 2015 – III miejsce
- 2017 – Ćwierćfinał
- 2019 – 1/8 finału
- 2021 – Nie zakwalifikowała się
- 2023 – IV miejsce[2]

## Selekcjonerzy
- 2003 - 2004 Mick Wadsworth
- 2004 - 2006 Claude Le Roy
- 2006 - 2007 Henri Depireux
- 2008 - 2010 Patrice Neveu
- 2010 - 2012 Robert Nouzaret
- 2012 - 2013 Claude Le Roy
- 2013 - 2014 Jean-Santos Muntubila
- 2014 - Florent Ibengé